# 현경 (신학자)
현경(玄鏡, 본명: 정현경, 1956년~)은 대한민국의 대표적인 에큐메니컬 신학자이다. 진보 신학의 산실로 알려져 있는 미국 유니언 신학교 아시아계 최초 여성 종신 교수이다. 현경의 행보에는 교회 일치 운동과 통하는 면이 있다.

## 생애
이화여자대학교 기독교학과와 동대학원을 졸업한 뒤 유니언 신학교에서 '아시아여성 해방신학'으로 박사학위를 받은 이후 세계교회협의회 총회에서 아시아여성의 영성문제를 제기하여 세계신학계의 주목을 받았다. 여성을 억압하는 남성위주의 신학을 비판했다.
1989년부터 7년간 이화여자대학교 기독교학과 교수로, 1993년부터 1994년까지 미국 하버드대학교 ‘종교와 여성’ 분야 초빙 교수로 학생들을 가르쳤고, 1996년 유니언 신학교의 종신 교수로 부임하였다.
불교를 공부하기 위해 1999년 가을부터 2000년 여름까지 1년간 히말라야의 수도원에서 머리를 깎고 수행을 하고, 이슬람교를 공부하기 위해 2006년부터 1년간 이슬람 17개국을 순례하며 무슬림 여성 200여 명을 만나는 등 종교 간 화해를 위해 애썼다. 세계평화위원회 자문위원이고 평화통일운동단체 '조각보'의 공동대표이다. 신학을 퍼포먼스와 제의로 표현하는 '신학적 예술가'로 불리기도 한다. '살림이스트'를 자처하는 에코페미니스트이며 해방신학자이자 환경과 평화운동가이기도 하다.
2015년 5월, '위민 크로스 디엠제트'(WOMENCROSSDMZ) 행사를 주도하였다.

## 학력
- 경기여자고등학교
- 이화여자대학교 기독교학 학사
- 이화여자대학교 대학원
- 클레어몬트대학교 신학대학원 목회학 석사
- 유니언 신학교 대학원 박사

## 논란
1991년 2월 세계교회협의회(WCC)의 호주 캔버라 총회에서 주제강의를 맡은 정현경 교수가 한복 차림으로 돌아가신 영혼을 부르는 초혼제를 거행했다. 이는 정통적인 삼위일체에 의거한 성령론을 거부하는 것으로 그 결과 지금까지 세계 교회와 신학교로부터 WCC에 대한 비판의 단초가 되었다.

## 저서
- 《Struggle to Be the Sun Again》. Orbis Books. 1990년. ISBN 0883446847
- 정현경 저. 박재순 역. 《다시 태양이 되기 위하여》. 분도출판사. 1994년. ISBN 9788941994121
- 《신의 정원에 핀 꽃들처럼》. 웅진지식하우스. 2011년. ISBN 9788901134642
- 《결국은 아름다움이 우리를 구원할 거야1》. 열림원. 2013년. ISBN 9788970637860
- 《결국은 아름다움이 우리를 구원할 거야2》. 열림원. 2013년. ISBN 9788970637877
- 《미래에서 온 편지》. 열림원. 2013년. ISBN 9788970637884
- 《연약함의 힘》. 샘터. 2014년. ISBN 9788946418790

### 공저
- 김형수·성해영·오강남·유진월·이충범·현경. 《종교인의 연애》. 바이북스. 2015년.

## 방송 출연
- SBS 《지식나눔콘서트-아이러브인》 19회: 2014년 7월 7일

## 같이 보기
- 아시아 여성 신학